# Кашкабаев, Сырым Абдыкадырович
Сырым Абдыкадырович Кашкабаев (04.01.1979) — казахстанский актёр театра и кино, дубляжа,телеведущий, Заслуженный деятель Казахстана (2017).

## Биография
Родился 4 января 1979 года в городе Алматы.
С 1995 по 1999 год окончил актерский факультет Казахской национальной академии искусств им. Т. Жургенова.Педагог - Заслуженная артистка Казахстана, профессор Рахилям Машурова.
С 1998 г. по настоящее время - актер Государственного академического казахского музыкально-драматического театра им. К. Куанышбаева. 

## Основные роли на сцене
1. Г. Мусирепов «Қыз Жібек» » - Бекежан
2. Г. Мусирепов «Қозы Көрпеш-Баян сұлу» - Қозы
3. М. Ауезов «Қарагөз» - Сырым
4. М. Ауезов «Еңлік Кебек» - Кебек
5. М. Ауезов «Абай» - Абай
6. М. Ауезов «Айман - Шолпан» - Арыстан
7. М. Ауезов «Қараш-Қараш» - Жарасбай
8. К. Байсейтов, К.Шангытбаев «Беу, қыздар-ай» - Серке
9. Ж. Файзи «Башмағым» - Ізкесуші
10. У. Гаджибеков «Аршын мал алан» - Сүлеймен
11. Ж. Мольер «Скапеннің айласы» - Карл
12. Ж. Әлмәшұлы «Бәйтерек басындағы кездесу» - Абылайхан
13. У. Шекспир «Ромео мен Джульетта»-Ромео
14. С. Ахмад «Келіндер көтерілісі» - Нүктебек
15. Ш. Айтматов «Ғасырдан да ұзақ күн» - Мәңгүрт
16. С. Тұрғынбекұлы «Мұқағали» - Жазушылар одағының хатшысы
17. Дж. Патрик «Қымбатты Памелла» – Брэд
18. Т. Ахтанов «Күшік күйеу» - Кубик
19. Э. Хушвақтов «Қызыл алма» - Аббас
20. Е. Жуасбек «Үйлену» - Бөлек
21. Е .Жуасбек «Сен үшін» - Еркек
22. Д. Рамазан «Кенесары - Күнімжан» - Кенесары
23. М. Фриш «Дон Жуанның думаны» - Дон Жуан
24. Е. Жуасбек «Терең тамырлар» - Көмекші
25. У. Шекспир «Гамлет» - Гамлет
26. Ш. Муртаза «Бір кем дүние» - Абадан
27. А. Вальехо «Күн сәулесі түспеген» - Висенто
28. Д. Рамазан «Абылай ханның арманы» - Абылай хан
29. Ж. Ануй «Жалын жұтқан Жанна Д’Арк» - Лаэр
30. К.Жунисов «Сәкен-Сұңқар» - Сәкен
31. В. Ежов «Тыраулап ұшқан тырналар» - Гура
32. С. Муканов «Шоқан» - Гасфорт
33. О. Жанайдаров «ЖҰТ» - Ербол
34. Т. Теменов «Аққудың көз жасы...» - Раймалы
35. А. Чехов «ШИЕ» - Ескен
36. Ш. Айтматов «Қызыл орамалды шынарым» - Байтемір
37. У. Есдаулет «Зере» - Құнанбай

## Фильмография
1. 2009 — «Астанаға көктем кеш келеді» (фильм) - Жумабек
2. 2010 — «Жаным» (сериал) - Али
3. 2012 — «Жасұлан» (сериал) - командир Ғалымов
4. 2012 — «Ұлжан» (сериал)  - Сапар
5. 2014 — «Сырғалым» (сериал) - Бахтияр
6. 2015 — «Арнайы өкілдер» (сериал) - Болат
7. 2015 — Дорога домой (фильм) - Байгали[1]
8. 2018 — «Қызыл алма» (сериал) - Рустем Сайденов
9. 2021 — «Қызыл жебе» (сериал) - Турар[2]
10. 2022 —  «Упертый» (сериал) - Адилет Сапаров[3]
11. 2024 — ЕркеБай (фильм) - Канат[4]

## Профессиональные достижения
• В 2001 году награжден дипломом первого республиканского театрального фестиваля блиц-мини комедии.
• В 2011 году на Республиканском фестивале национальных театров, посвященном 20-летию Независимости Республики Казахстан, исполнил роль Кенесары в драме Д. Рамазана «Кенесары - Кунимжан» и стал победителем в номинации «За лучший мужской образ».
• В 2011 году удостоен звания «Лучший актер» Государственного академического казахского музыкально-драматического театра имени К. Куанышбаева

## Награды и звания
1. Лауреат Государственной молодежной премии «Дарын» Правительства Республики Казахстан (2006)
2. Медаль «25 лет независимости Республики Казахстан» (2016)
3. Заслуженный деятель Казахстана (2017)
4. Премия Фонда Первого Президента Республики Казахстан — Лидера Нации в номинации кино и театра (2017)